# Допсин
Допсин је насељено место у саставу општине Владиславци, у Осјечко-барањској жупанији, Република Хрватска.

## Историја
Место је 1885. године било у Даљском изборном срезу са својих 920 душа.
До територијалне реорганизације у Хрватској налазио се у саставу старе општине Осијек.

## Становништво
На попису становништва 2011. године, Допсин је имао 482 становника.

## Попис 1991.
На попису становништва 1991. године, насељено место Допсин је имало 647 становника, следећег националног састава:
| Попис 1991.‍  | Попис 1991.‍  | Попис 1991.‍ | Попис 1991.‍ | Попис 1991.‍ |
| ------------ | ------------ | ----------- | ----------- | ----------- |
|              |              |             |             |             |
| Срби         | Срби         |             | 517         | 79,90%      |
| Хрвати       | Хрвати       |             | 69          | 10,66%      |
| Југословени  | Југословени  |             | 33          | 5,10%       |
| Мађари       | Мађари       |             | 3           | 0,46%       |
| Црногорци    | Црногорци    |             | 1           | 0,15%       |
| остали       | остали       |             | 2           | 0,30%       |
| неопредељени | неопредељени |             | 5           | 0,77%       |
| регион. опр. | регион. опр. |             | 9           | 1,39%       |
| непознато    | непознато    |             | 8           | 1,23%       |
| укупно: 647  |              |             |             |             |